# Michel Ipouck
Michel Ipouck, né le 5 mars 1986, à Paris, en France, est un ancien joueur franco-camerounais de basket-ball. Il évolue au poste d'ailier fort. 